# Ca’ Foscari

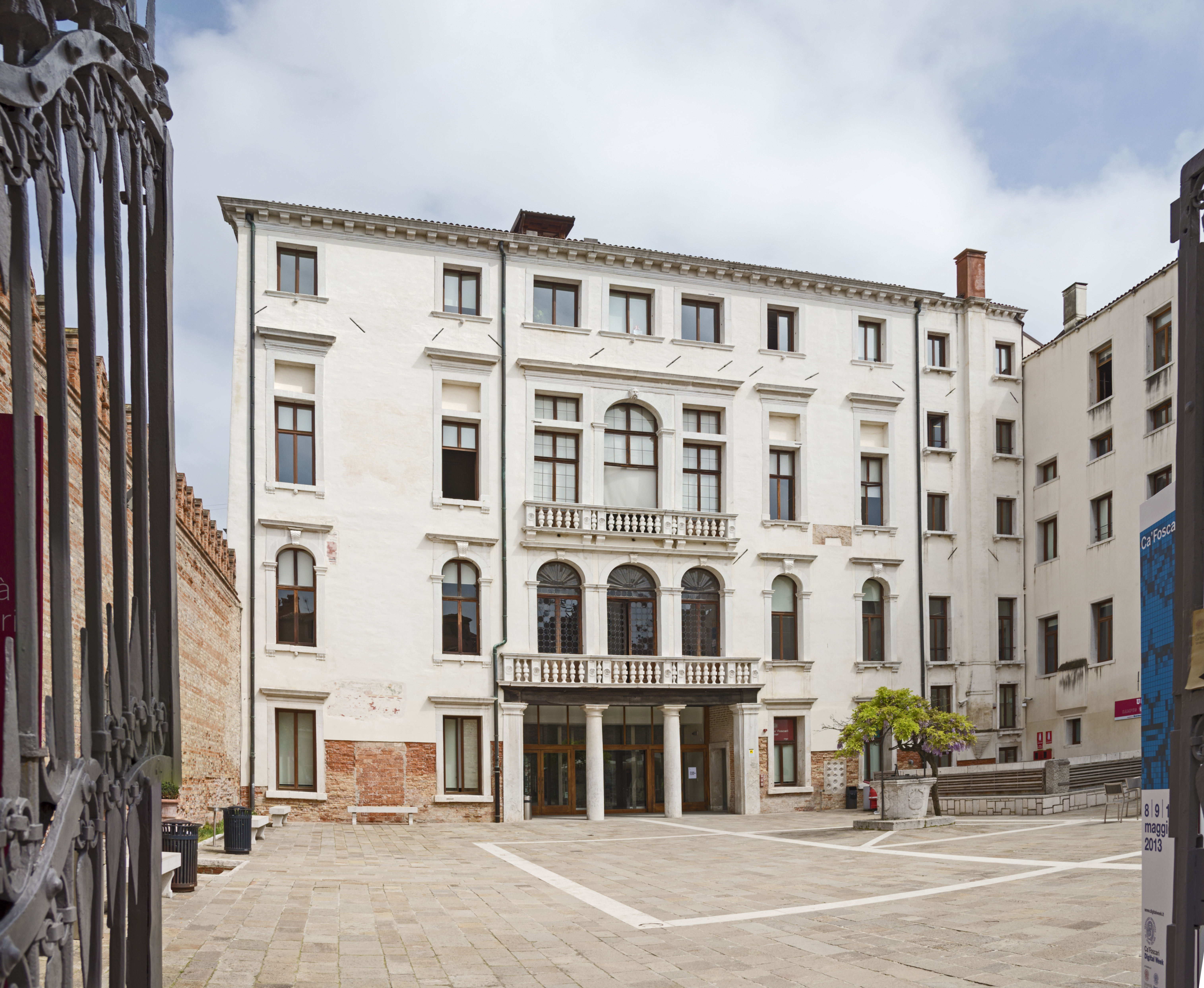
Fasada budynku na „Foscari Calle”

Ca’ Foscari – pałac w Wenecji, nad Canal Grande, jest przykładem gotyckiej spójności, z fasadą od strony wody ozdobioną herbem Foscarich. Pałac zbudowany został u szczytu weneckiej potęgi, jest upamiętnieniem ambicji doży Francesco Foscariego w czasach jego rządów w latach 1423–1457.
W tym gotyckim pałacu odbywały się niezliczone parady. Jeszcze przed koronacją, francuski król Henryk III, mieszkał w tej rezydencji w czasie oficjalnej wizyty w Wenecji. 
Obecnie pałac zalicza się do najpiękniejszych gmachów należących do Uniwersytetu Weneckiego.